# Gunma prefektúra
Gunma prefektúra (japán írással: 群馬県 (Gunma-ken)) Japán egyik közigazgatási egysége. Honsú szigétén, Kantó régióban található, fővárosa Maebasi.

## Városok
- Annaka
- Fudzsioka
- Iszeszaki
- Kirjú
- Maebasi
- Midori
- Numata
- Óta
- Sibukava
- Takaszaki
- Tatebajasi
- Tomioka